# Novonanlingella
Novonanlingella es un género de foraminífero bentónico de la subfamilia Boultoniinae, de la familia Schubertellidae, de la superfamilia Fusulinoidea, del suborden Fusulinina y del orden Fusulinida. Su especie tipo es Nanlingella meridionalis. Su rango cronoestratigráfico abarca el Lopingiense (Pérmico superior).

## Discusión
Novonanlingella ha sido propuesto como sustituto de Nanlingella, que ha sido considerado homónimo posterior de Nanlingella Xiong & Wang, 1980. Clasificaciones más recientes incluirían Novonanlingella en la superfamilia Schubertelloidea, y en la subclase Fusulinana de la clase Fusulinata.

## Clasificación
Novonanlingella incluye a la siguiente especie:
- Novonanlingella meridionalis †